# Hi-Fi Serious
Hi-Fi Serious – trzeci longplay wydany przez zespół A 4 marca 2002 roku za pośrednictwem London Records. Singiel "Nothing" dotarł do 9 miejsca list przebojów, zaś cały album – do 18. Album został wydany ponownie razem z dodatkowym DVD, które zawierało teledyski i inne dodatki.

## Lista utworów
1. "Nothing" – 3:43
2. "Something’s Going On" – 2:58
3. "6 O’Clock on a Tube Stop" – 3:14
4. "Going Down" – 4:09
5. "Took It Away" – 3:29
6. "Starbucks" – 3:18
7. "The Springs" – 4:28
8. "Shut Yer Face" – 3:43
9. "Pacific Ocean Blue" – 3:27
10. "  A -The Distance" – 3:37
11. "W.D.Y.C.A.I." (Why Don't You Cry About It) – 3:27
12. "Hi-Fi Serious" – 5:57

B-Sides
- "Asshole" – 4:45
- "T-Shirt Money" – 3:27
- "Everybody In" – 4:16
- "Getting Me Off" – 3:10
- "Some People" – 2:05
- "Champions of Endings"
- "Monterey" – 2:52
- "Coming Around" – 3:31
- "Rock" – 4:05
- "Human Condition" – 4:03
- "Sorry But..."
- "Just Like Paradise"